# Орест (Чорнок)
Митрополи́т Оре́ст (англ. Metropolitan Orestes, в миру Орест Пётр Чорнок, англ. Orestes Peter Chornock, Орест Чорняк, словац. Orest Čorňak; 11 июля 1883, село Ортутова, Венгерское королевство, Австро-Венгерская империя (ныне Словакия) — 17 февраля 1977, Бриджпорт, Коннектикут, США) — епископ Константинопольской православной церкви, митрополит Агафоникейский, первый глава Американской Карпаторосской православной епархии.

## Биография
Родился 11 июля 1883 года в семье русинского униатского священника Яна Чорняка и его жены пани Марии.
Окончил начальную школу в Бардеёве, затем поступил в Королевскую гимназию в Прешове, в которой учился восемь лет и окончил с отличием. Поступил в униатскую духовную академию в Прешове. Завершив учёбу, стал кандидатом на рукоположение в священный сан. 17 июля 1906 года сочетался браком с Иоландой Молчаны.
28 августа того же года был рукоположён во священника в кафедральном соборе Прешова епископом Иоанном Валыем. Был назначен к деревенской церкви в Оструне, округ Спиш, где служил в течение двух лет.
17 ноября 1908 года вместе с другими униатскими священниками приехал в США для окормления многочисленных эмигрировавших туда русинов. Служил в приходах Бернсайд—Чикаго, штат Иллинойс; Кливленд, штат Огайо; Дюкен, штат Пенсильвания. В течение тридцати лет (1911—1946) был священником в церкви святого Иоанна Крестителя в Бриджпорте (штат Коннектикут), которая являлась наибольшим греко-католическим, позднее православным русинским приходом в США.
В 1930-х годах священник Орест Чорнок возглавлял борьбу против греко-католического епископа Василия Такача, который, выполняя ватиканские декреты, отказался рукоположить женатых кандидатов в священников.
Делегаты от приходов собрались в Питтсбурге, штат Пенсильвания на Церковный Совет. 6 февраля 1936 года Орест Чорнок был избран администратором для создания новой епархии. В 1937 году овдовел. 23 ноября 1937 года сотни делегатов и священников снова собрались в Питтсбурге, и единогласным голосованием избрали Ореста Чорнока епископом. Тогда же было принято решение перейти под омофор Константинопольского патриархата. Назначение утверждено Константинопольским Патриархом.
18 сентября 1938 года избран Священным Синодом Константинопольского Патриархата и рукоположён во епископа Агафоникейского для управление новообразованной Американской Карпаторосской православной епархией. Хиротонию совершили митрополит Сардийский Герман (Афанасиадис), митрополит Иринопольский Константин (Алатопулос) и митрополит Лаодикийский Дорофей (Георгиадис).
В 1949 году он на короткое время вошёл в состав новооснованной «Украинской и Карпаторусской Митрополии всея Северной и Южной Америки», которая была провозглашена 13 марта этого года в кафедральном соборе Украинской православной церкви в Америке. Вместе с ним сюда вошли митрополит на покое Польськой православной церкви Иларион (Огиенко) (который был интронизирован «митрополитом УПЦ всея Северной и Южной Америки») и другой иерарх Константинопольского патриархата — епископ Богдан (Шпилька). Однако эта митрополия не получила продолжения, потому что уже 28 апреля того же года под давлением своих верных епископ Орест вышел из неё.
В 1950 году епископ Орест перенёс центр новой епархии в Джонстаун (штат Пенсильвания), где в следующем году была создана православная семинария.
1 января 1966 года был возведён в достоинство митрополита.
Скончался 17 февраля 1977 года в Бриджпорте (штат Коннектикут).